# زیرساخت اطلاعات دفاعی
زیرساخت اطلاعات دفاعی (DII) یک شبکه نظامی امن است که متعلق به وزارت دفاع بریتانیا است. این توسط تمام شاخه‌های نیروهای مسلح، از جمله نیروی دریایی سلطنتی، ارتش بریتانیا و نیروی هوایی سلطنتی و همچنین کارمندان دولت وزارت دفاع استفاده می‌شود. به پایگاه‌ها و کشتی‌های مستقر در دریا می‌رسد، اما به هواپیماهای در حال پرواز نمی‌رسد.
مشارکت در حال توسعه DII کنسرسیوم اطلس نامیده می‌شود و از فناوری دی‌اکس‌سی (EDS سابق)، فوجیتسو، ایرباس دفاع و فضا (سابق دفاع و امنیت EADS) و سی‌جی‌آی (قبلاً Logica) تشکیل شده است.
از ماه مه ۲۰۱۶، کاربران MOD DII شروع به مهاجرت به سبک جدید فناوری اطلاعات در دفاع کردند که به عنوان MODNET شناخته می‌شود. دوباره توسط ATLAS پشتیبانی می‌شود.

## بررسی اجمالی
DII از ۲۰۰۰ سایت MOD با حدود ۱۵۰۰۰۰ پایانه (رومیزی و لپ تاپ) و ۳۰۰۰۰۰ حساب کاربری پشتیبانی می‌کند. این طراحی شده است تا سطح بالایی از انعطاف‌پذیری، انعطاف‌پذیری و امنیت را در ارائه اتصال از «فضای تجاری به فضای جنگ» در دفاتر وزارت دفاع در بریتانیا، پایگاه‌های خارج از کشور، در دریا و در خط مقدم ارائه دهد. هدف آن منطقی کردن و بهبود تدارکات فناوری اطلاعات برای بخش دفاعی در قرن بیست و یکم است. شامل یک تغییر فرهنگ عمده برای کاربران MOD و روش‌های کار آنها از طریق ساختار مناطق کاری مشترک با امنیت و دسترسی کنترل شده است. این باید یک سیستم مدیریت سوابق و امکانات جستجو را همراه با طیف وسیعی از خدمات اداری فراهم کند. این میزبان چند صد COTS (تجاری خارج از قفسه) و برنامه‌های MOD سفارشی از طیف وسیعی از تأمین کنندگان است که مطابق با استانداردهای امنیتی مورد نیاز ارزیابی شده‌اند. این شبکه داده‌های الفبایی عددی، گرافیکی و ویدئویی را مدیریت می‌کند. این سیستم اطلاعاتی را از سطوح محدود به سطوح فوق سری حمل می‌کند، اما کاربران فقط می‌توانند داده‌ها و برنامه‌هایی را ببینند که برای آنها مجاز هستند.

## رویکرد افزایشی
به منظور از بین بردن خطر برنامه اطلس و وزارت دفاع یک رویکرد افزایشی برای توسعه و اجرای DII، با قرارداد جداگانه برای هر افزایش، اتخاذ کردند. جدول زمانی تمدید شده به وزارت دفاع در تعریف نیازمندی‌هایش اجازه می‌دهد.
- افزایش ۱: قرارداد مارس ۲۰۰۵ منعقد شد. این ۷۰۰۰۰ دستگاه دسترسی کاربر (UAD) و ۲۰۰۰۰۰ حساب کاربری در دامنه‌های محدود و مخفی در ۶۸۰ مکان ثابت را پوشش می‌دهد.
- افزایش 2a: قرارداد منعقد شده در دسامبر ۲۰۰۶. این برای 44000 UAD اضافی و ۵۸۰۰۰ حساب کاربری در دامنه‌های محدود و مخفی، دوباره در مکان‌های ثابت بود.
- افزایش 2b: قرارداد اعطا شده در سپتامبر ۲۰۰۷: این DII(F) را به محیط مستقر با ارائه UADs برای پشتیبانی از عملیات مستقر در زمین و دریا گسترش داد.
- افزایش 2c: در ژانویه ۲۰۰۹ امضا شد. این امر ردپای DII را به حوزه فوق سری گسترش داد تا از تعدادی عملیات کلیدی و ابتکارات اطلاعاتی پشتیبانی کند.
- افزایش 3a: قرارداد منعقد شده در ژانویه ۲۰۱۰. اطلس 42000 UAD فعال در دامنه‌های محدود و مخفی را به سایت‌های ثابت MOD ارائه کرد. این از حدود ۶۰۰۰۰ پرسنل، به ویژه در RAF، در فرماندهی مشترک هلیکوپتر و سایر مکان‌های وزارت دفاع پشتیبانی می‌کرد. Increment 3a لوح تقدیر رئیس ماتریل دفاعی وزارت دفاع را دریافت کرد.

## هزینه‌ها و شفافیت
وزارت دفاع به پارلمان اطلاع داد که این سیستم ۲٫۳ میلیارد پوند هزینه خواهد داشت، حتی اگر می‌دانست هزینه آن حداقل ۵٫۸ میلیارد پوند خواهد بود.
تا سال ۲۰۰۸ این برنامه با حداقل ۱۸ ماه تأخیر اجرا می‌شد. تنها ۲۹۰۰۰ از ۶۳۰۰۰ پایانه قراردادی را تحویل داده بود. و هیچ‌یک از قابلیت‌های مخفی قرارداد را ارائه نکرده بود.
در ژانویه ۲۰۱۰، معاون پارلمانی وزیر امور خارجه در امور دفاع اعلام کرد که وزارت دفاع مجوز افزایش DII 3a را با هزینه حدود ۵۴۰ میلیون پوند برای ارائه ۴۲۰۰۰ پایانه در RAF و در فرماندهی مشترک هلیکوپتر صادر کرده است. وی اظهار داشت که این پروژه «مزایای» به ارزش بیش از ۱٫۶ میلیارد پوند در طول ۱۰ سال قرارداد به ارمغان خواهد آورد. در آن سال قرار بود این پروژه حداقل ۷ میلیارد پوند هزینه داشته باشد، با این حال، دولت بریتانیا گفت که ممکن است تلاش کند این مبلغ را کاهش دهد.
تا سال ۲۰۱۴، عرضه تمام پایانه‌های بریتانیا کامل شد و به‌روزرسانی رایانه‌های رومیزی و چاپگرهای اصلی به سخت‌افزار جدید در حال انجام بود. عرضه خارج از کشور رو به پایان بود و بیش از نیمی از ناوگان، از جمله ناو هواپیمابر اچ‌ام‌اس ملکه الیزابت مجهز شده بودند. قسمت پایانی استقرار قابلیت Secret قرار بود در تابستان ۲۰۱۴ تکمیل شود.